# 印度瑪撒拉香料捲餅
印度瑪撒拉香料捲餅是独特的南印度薄餅料理，它最早是源自於图卢纳德地區的傳統門格洛爾（又譯：芒加羅）料理，後由於烏杜皮市的旅館業有提供此道料理而受歡迎，最後甚至普及整個印度。 瑪撒拉捲餅使用的材料有：蒸穀米、印度黑豆仁或扁豆、葫蘆巴籽、印度扁米片、咖哩葉、馬鈴薯，並且搭配著傳統印度酸辣醬以及酸扁豆燉菜湯食用。儘管瑪撒拉捲餅料理在南印度比較普及， 但在印度全國各地，甚至海外也都吃得到。 這道菜在南印度不同城市會有不同的料理方式。

## 料理方式
瑪撒拉香料捲餅簡單說，就是有包內餡的煎薄餅。所以料理上，可以分成兩個步驟，一個製作煎餅，一個製作內餡。煎餅部分跟其他印度傳統薄餅製作方式一樣，將米、黑豆仁或扁豆泡水一晚，然後連同葫蘆巴籽、印度扁米片放入一個容器裡一起攪拌搗碎製作成麵糊，這樣就可以開始做煎餅了。餡料則是將水煮過的馬鈴薯和芥末籽等所有香料一起下去煮做成馬鈴薯咖哩，再添加椰子粉、香菜和檸檬汁點綴。
邁索爾瑪撒拉香料捲餅則是將紅辣椒、洋蔥和蒜頭做成的紅酸辣醬直接加到薄煎餅裡，然後才把馬鈴薯內餡放上去捲起來。

### 食材
一般常見的食材包含：蒸穀米、印度黑豆仁、芥末籽、葫蘆巴籽、鹽、蔬菜油、馬鈴薯、洋蔥、印度綠辣椒、咖哩葉、以及薑黃。

### 口味變化[9]

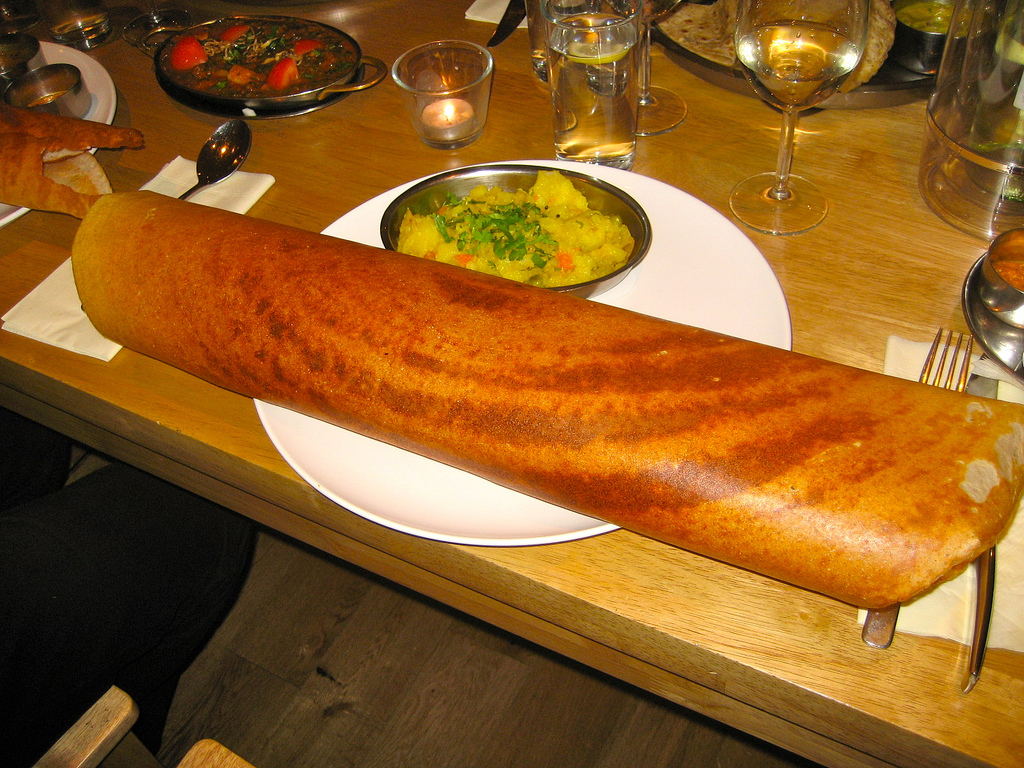
瑪撒拉香料豆粉捲餅
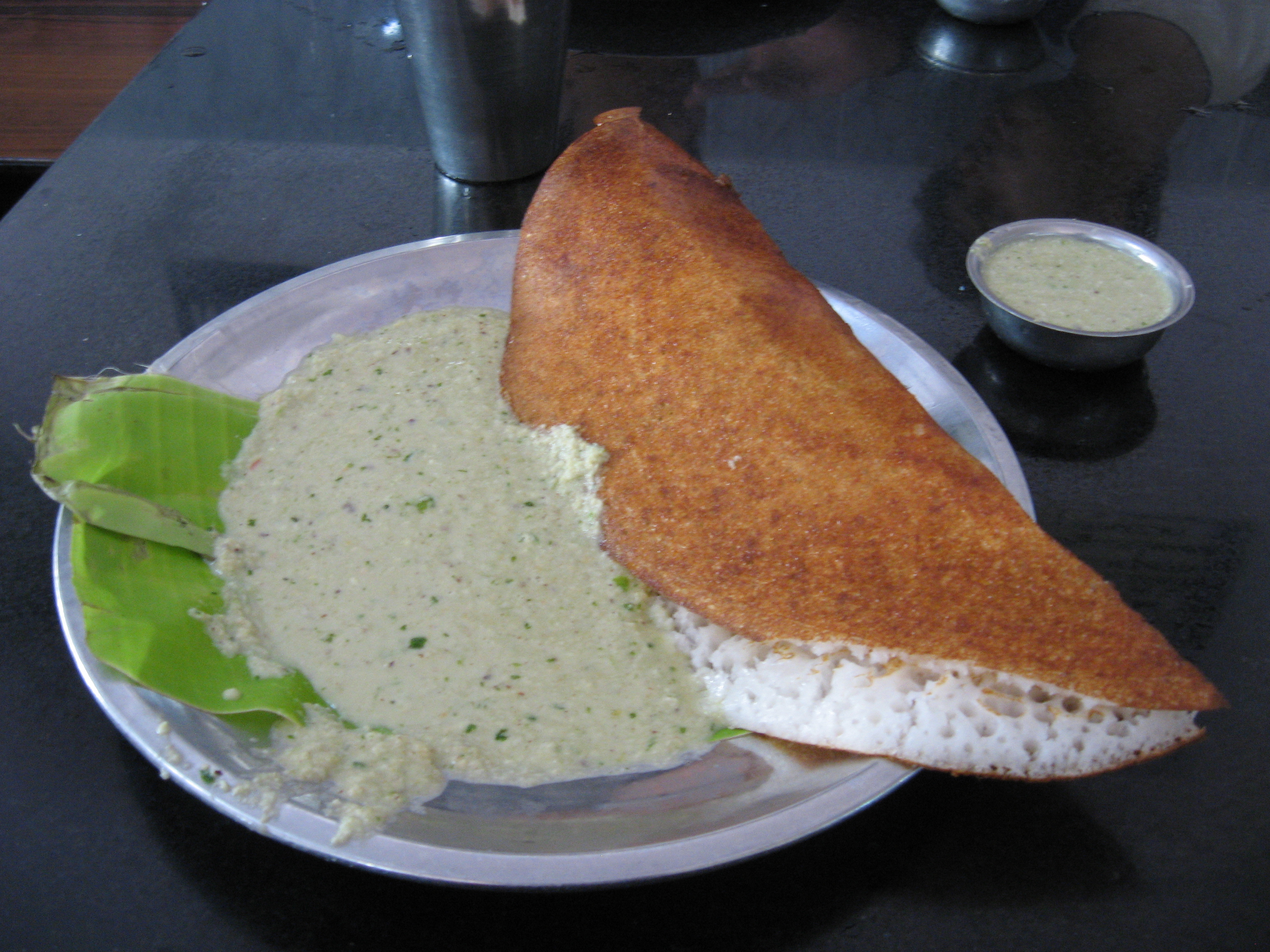
邁索爾瑪撒拉香料捲餅
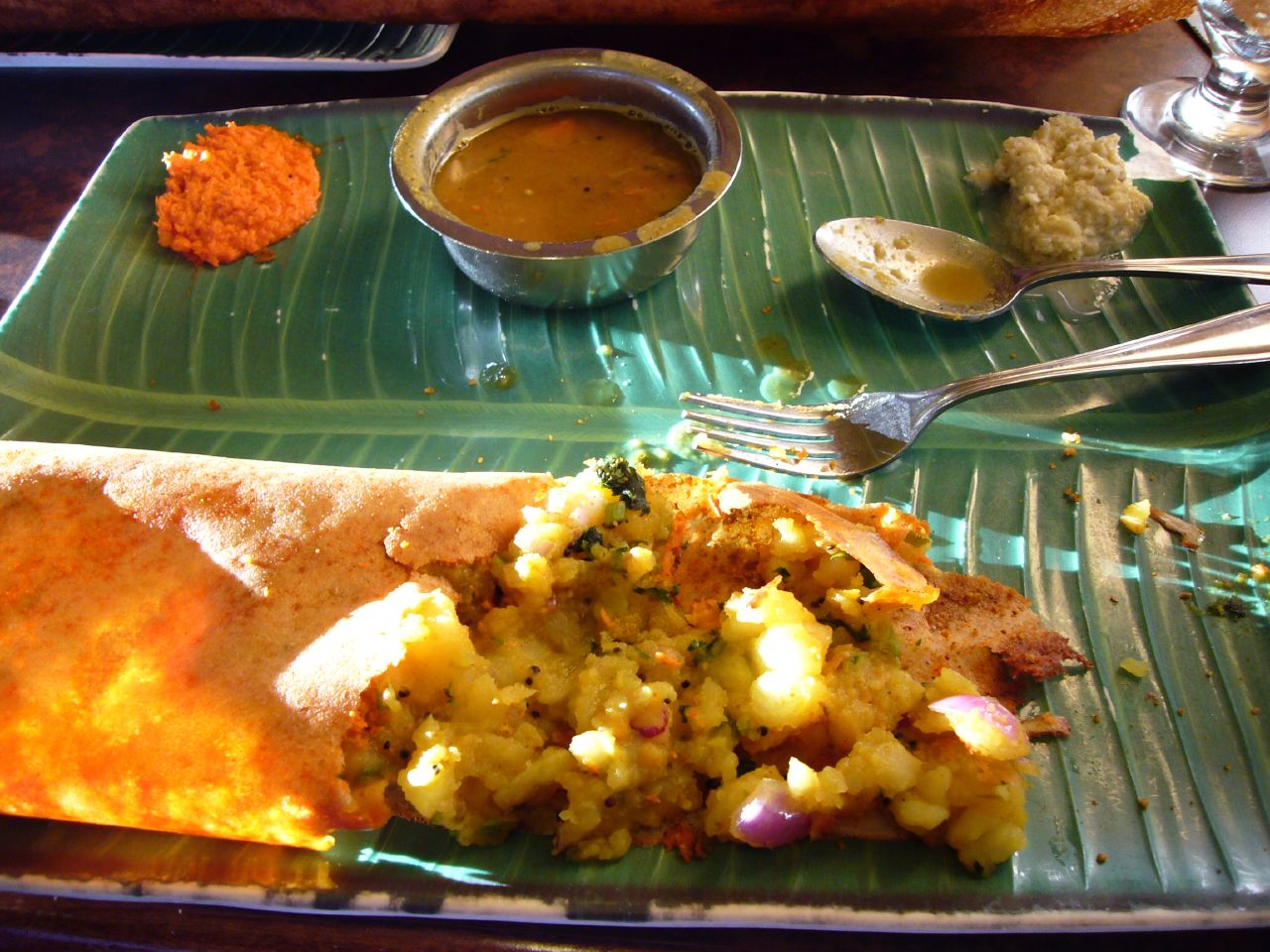
清奈特有瑪撒拉香料捲餅
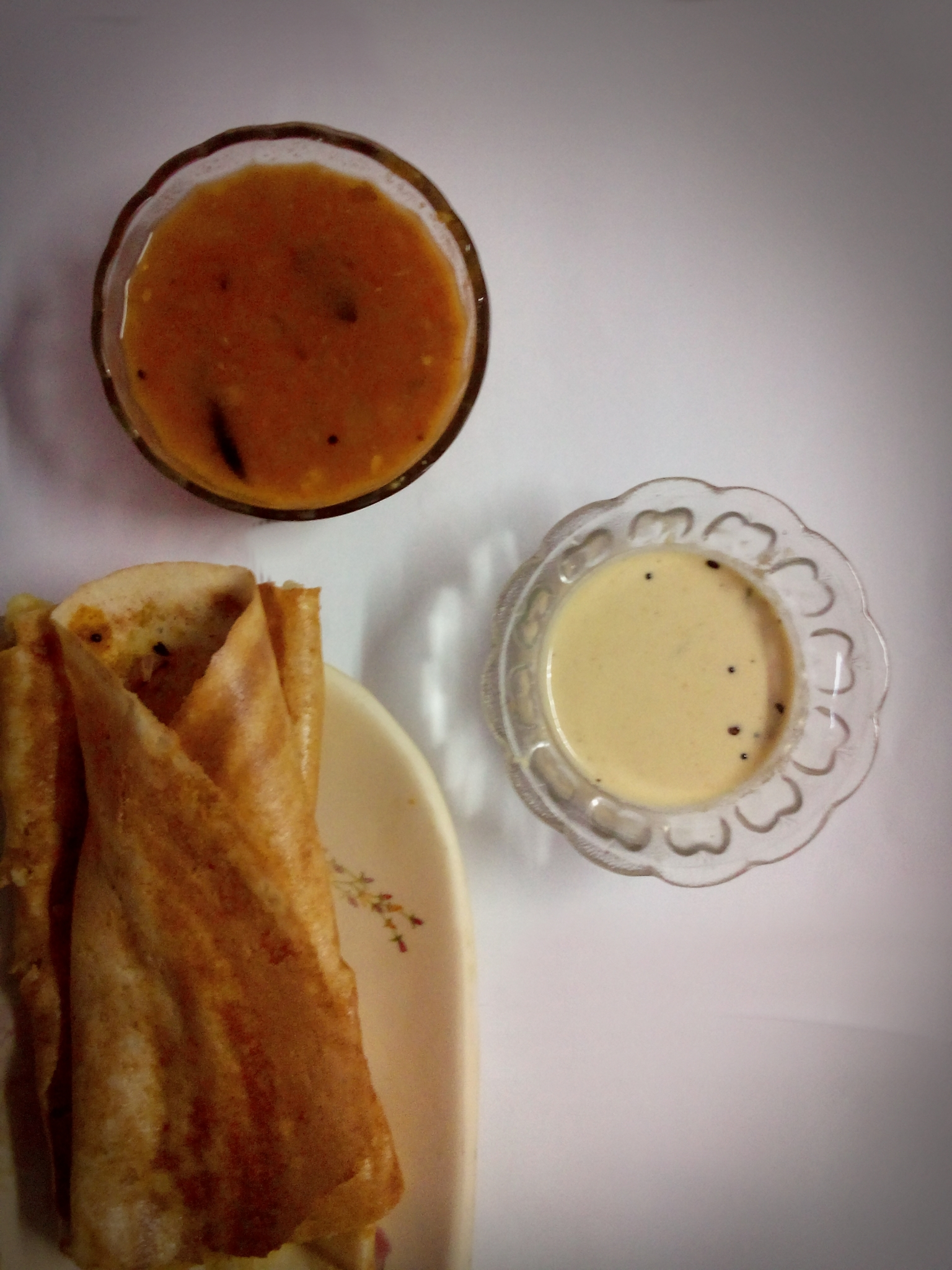
印度瑪撒拉香料捲餅

## 外部連結
- 印度瑪撒拉香料捲餅在全球10大美食排行第四名- 哈芬登郵報（页面存档备份，存于）
- 印度瑪撒拉香料捲餅的變換料理- 印度時報
- 他偏愛南印邦加羅爾市的瑪撒拉香料捲餅 （页面存档备份，存于）
- 有好萊塢、有瑪撒拉香料捲餅、還有做研究 （页面存档备份，存于）